# 格雷厄姆 (印地安納州戴維斯縣)
格雷厄姆（英語：Graham）是位於美國印地安納州戴維斯縣的一個非建制地區。該地的面積和人口皆未知。

## 地理
格雷厄姆的座標為38°43′48″N 87°11′47″W / 38.73000°N 87.19639°W，而該地的平均海拔高度為137米（即449英尺）。